# Elvira Seminara
Elvira Seminara (Catania, 27 gennaio 1959) è una scrittrice italiana.

## Biografia
Giornalista professionista dal ‘91, prima di dedicarsi interamente alla narrativa è stata redattrice nel quotidiano La Sicilia e collabora attualmente con l'Espresso. Nel 2008 per Mondadori pubblica il suo romanzo d'esordio L'indecenza, col quale vince il Premio Letterario Nino Martoglio, come opera prima. Ha insegnato Storia e tecnica del giornalismo nella Facoltà di Lettere dell'Università degli Studi di Catania. In occasione dell'uscita del suo romanzo, Atlante degli abiti smessi, è nata una mostra itinerante di opere e installazioni realizzate con materie di scarto portate dai lettori.
È moglie dell'italianista Antonio Di Grado e madre della scrittrice Viola Di Grado.

## Opere
- L'indecenza (Mondadori, 2008)
- I racconti del parrucchiere (Gaffi editore, 2009);
- Scusate la polvere (Nottetempo, 2011),
- La penultima fine del mondo (Nottetempo,2013).
- Atlante degli abiti smessi (Einaudi, 2015).
- I segreti del giovedì sera (Einaudi, 2020) [5]
- Diavoli di sabbia (Einaudi, 2022).

## Altre pubblicazioni
- Bayt al-Rih (Casa del vento) (Armando Siciliano Editore, 2004)
- Sensi. Donne sull'orlo dell'isola (con Francesco Ruggeri, Sanfilippo, 2004)
- Dove tu mi vuoi. 6 piste amorose con trappole incluse (Antologia a cura di Elvira Seminara, Algra, 2019)
- Allerta meteo per amanti. (Antologia a cura di Elvira Seminara, Algra, 2020).

## Premi
Premio letterario internazionale Nino Martoglio, Opera Prima per L'indecenza, 2008